# Zafíris Volikákis
Zafíris Volikákis (grec moderne : Ζαφείρης Βολικάκης ; né le 20 juin 1989 à Vólos) est un coureur cycliste grec, spécialiste des épreuves de vitesse sur piste. Son frère aîné Chrístos est également coureur cycliste sur piste.

## Palmarès

### Jeux olympiques
- Londres 2012
  - 17e de la vitesse

### Championnats du monde
- Ballerup 2010
  - 13e de la vitesse par équipes
  - 17e du keirin
- Apeldoorn 2011
  - 17e de la vitesse par équipes
  - 34e de la vitesse individuelle
- Melbourne 2012
  - 17e de la vitesse par équipes
  - 48e de la vitesse individuelle
- Minsk 2013
  - 13e de la vitesse par équipes

### Championnats du monde juniors
- Gand 2006
  -  Médaillé de bronze de la vitesse par équipes juniors

### Championnats d'Europe juniors
- Athènes 2006
  -  Médaillé d'argent de la vitesse par équipes juniors

### Championnats des Balkans
- 2007
  -  Champion des Balkans de vitesse individuelle juniors
  -  Champion des Balkans du keirin juniors
  -  Médaillé de bronze de la vitesse par équipes
- 2013
  -  Champion des Balkans de vitesse par équipes (avec Chrístos Volikákis et Konstantinos Christodoulou)
  -  Médaillé d'argent du keirin
  -  Médaillé d'argent de la vitesse individuelle

### Championnats de Grèce
- 2005
  -  Champion de Grèce de vitesse individuelle cadets
  -  Champion de Grèce du 500m cadets
- 2006
  -  Champion de Grèce de vitesse par équipes (avec Chrístos Volikákis et Vasileios Galanis)
  -  Champion de Grèce de vitesse par équipes juniors (avec Sotírios Brétas et Dimitrios Voukelatos)
  -  Champion de Grèce de vitesse individuelle juniors
  -  Champion de Grèce du kilomètre juniors
  -  Champion de Grèce du keirin juniors
- 2009
  - 2e du keirin
- 2010
  -  Champion de Grèce de vitesse individuelle
  -  Champion de Grèce de vitesse par équipes (avec Chrístos Volikákis et Ioannis-Stergios Faliakakis)
  - 2e du kilomètre
  - 2e du keirin
- 2011
  -  Champion de Grèce de vitesse par équipes (avec Chrístos Volikákis et Geórgios Boúglas)
  - 3e du keirin
- 2012
  - 2e du keirin
  - 3e de la vitesse individuelle
- 2014
  - 2e du keirin
- 2015
  -  Champion de Grèce de vitesse individuelle
- 2018
  -  Champion de Grèce de poursuite par équipes (avec Chrístos Volikákis, Theocharis Tsiantos et Alexandros Evdokimidis)
  -  Champion de Grèce de l'américaine (avec Chrístos Volikákis)
- 2019
  -  Champion de Grèce de vitesse par équipes (avec Ioannis Kalogeropoulos et Sotírios Brétas)
  -  Champion de Grèce de poursuite par équipes (avec Chrístos Volikákis, Orestis Raptis et Ilias Tountas)
  -  Champion de Grèce de l'américaine (avec Chrístos Volikákis)
- 2020
  -  Champion de Grèce de vitesse par équipes (avec Theocharis Tsiantos et Sotírios Brétas)
  -  Champion de Grèce de l'américaine (avec Chrístos Volikákis)